# Prinsesse Antonia, hertuginde af Wellington
Prinsesse Antonia, hertuginde af Wellington, hertuginde af Ciudad Rodrigo (tysk: Antonia Elisabeth Birgitta Luise) (født 1955) er en britisk adelig af tysk afstamning. 

## Forfædre
Prinsesse Antonia er datter af lady Brigid Guinness (1920 – 1995) og prins Frederik af Preussen (1911–1966), sønnedatter af kronprins Wilhelm af Preussen (1882–1951) og Cecilie af Mecklenburg-Schwerin (1886–1954) samt oldebarn af kejser Wilhelm 2. af Tyskland (1859–1941) og Augusta Viktoria af Augustenborg (1858 –1921). Desuden er hun tiptipoldebarn af dronning Victoria af Storbritannien (1819–1901) og Prins Albert af Sachsen-Coburg og Gotha (1819–1861).

## Efterkommere
Prinsesse Antonia er gift med Charles Wellesley, 9. hertug af Wellington (født 1945), søn af Arthur Valerian Wellesley, 8. hertug af Wellington (1915–2014) og Diana Wellesley, hertuginde af Wellington (1922–2010).
Parret har fem børn:
- Arthur Wellesley, markis af Douro (født 1978), har tre børn
- Lady Honor Victoria Wellesley (født 1979), har to børn
- Lady Mary Luise Wellesley (født 1986)
- Lady Charlotte Anne Wellesley (født 1990)
- Lord Frederick Charles Wellesley (født 1990)

## Titler
- 1955 –  1977: Hendes kongelige højhed prinsesse Antonia af Preussen
- 1977 – 2010: Hendes kongelige højhed prinsesse Antonia, markise af Douro
- 2010 – 2014: Hendes kongelige højhed prinsesse Antonia, markise af Douro,  hertuginde af Ciudad Rodrigo
- 2014 – nu: Hendes kongelige højhed prinsesse Antonia, hertuginde af Wellington, hertuginde af Ciudad Rodrigo

Hertuginde Antonia af Wellington bruger ikke længere sine kongelige titler.